# Rainsars
Rainsars là một xã ở trong tỉnh Nord ở miền bắc nước Pháp. Xã này có diện tích 6,16 km², dân số năm 1999 là 220 người. Xã nằm ở khu vực có độ cao trung bình 191 mét trên mực nước biển.